# House – Das Horrorhaus
House – Das Horrorhaus ist eine US-amerikanische Horrorkomödie aus dem Jahre 1986. Da der Film ein Überraschungserfolg war, folgte bereits ein Jahr später die Fortsetzung House II – Das Unerwartete, ohne jedoch den Erfolg und die Originalität des Vorgängers zu erreichen. Fans sehen das Werk stilistisch in der Nähe von Sam Raimis Tanz der Teufel, obwohl deutlich weniger Gore-Elemente enthalten sind.

## Handlung
Roger Cobb ist ein Schriftsteller und Vietnam-Veteran. Vor einem Jahr verschwand sein kleiner Sohn Jimmy im Haus seiner Tante auf ungeklärte Weise. Nach diesem Vorfall ging seine Ehe in die Brüche und er hält sich mühsam mit dem Schreiben von Horrorromanen über Wasser. Nach dem überraschenden Selbstmord seiner Tante in ihrem Haus kehrt Roger in das viktorianische, düstere Anwesen zurück, um in der Abgeschiedenheit seine Erfahrungen im Vietnamkrieg niederzuschreiben.
Als er im Haus von Monstern und Geistern heimgesucht wird, verdichten sich für Roger die Hinweise, dass sein Sohn noch am Leben und irgendwo in diesem Haus verborgen ist. Er folgt den Hinweisen, die seine verstorbene Tante hinterlassen hat, und gerät durch eine übersinnliche Tür hinter dem Spiegelschrank im Badezimmer in eine Zwischenwelt, in dem ein ehemaliger Kamerad, den Roger Cobb unabsichtlich dem Feind überließ, eine ewige Hölle im Dschungel von Vietnam durchleben muss. Aus Rache entführte der untote Soldat Rogers Sohn Jimmy in seine Welt und hält ihn seitdem gefangen.
Roger kann seinen Sohn befreien und kehrt in die Welt der Lebenden zurück, wo er nach wie vor vom monströsen Geist seines rachsüchtigen Kameraden verfolgt wird. Als er erkennt, dass ihm das Monster in seiner Welt keinen physischen Schaden zufügen kann, überlässt er ihn ein zweites Mal und diesmal endgültig mit einer entsicherten Handgranate seinem Schicksal. Während das verfluchte Haus mit seinen Geistern in Flammen aufgeht, trägt Roger seinen Sohn ins Freie, wo beide von der gerade eintreffenden, überglücklichen Mutter erwartet werden.

## Kritiken
„Ein Klassiker, den sich jeder Horror-Fan einmal anschauen sollte. (4 von 5 Sternen)“

„Eine hektische Geisterbahnfahrt durch das Kino des Schreckens, während der vertraute Genremuster ohne sonderliche Originalität ausgeschlachtet werden. Zwiespältig in der Auseinandersetzung mit dem Kapitel Vietnam-Krieg.“

„Wir sprechen an dieser Stelle oft über das Altern von Filmen und HOUSE ist eine typische Horrorkomödie der 80er. Das heißt grundsätzlich, dass man das bekommt, was man etwa 35 Jahre nach der Veröffentlichung erwarten darf. Das gilt für Inhalt und Look. Allerdings hat der Film zu Recht bis heute seine Fans und das liegt nicht nur an nostalgischen Gefühlen, sondern auch daran, dass hier eine Reihe von Horrorprofis zu Werke gehen und eine gewisse Nähe zu den TANZ DER TEUFEL – Streifen vorhanden ist. HOUSE funktioniert noch immer, die Effekte sind recht gut über die Jahre gekommen und wer nicht mehr sucht als gute Unterhaltung, wird sie in diesem Haus finden.“

## Fortsetzungen
Der Film zog insgesamt drei Fortsetzungen nach sich, die alle von Sean S. Cunningham produziert wurden. 1987 entstand House II – Das Unerwartete, 1989 The Horror Show, der außerhalb der USA House III betitelt wurde, sowie 1992 House IV.